# كاليب تروا
كاليب تروا (بالإنجليزية: Caleb Truax)‏ مواليد 14 سبتمبر 1983، هو ملاكم محترف أمريكي يصنف ضمن فئة الوزن المتوسط.

## المسيرة الاحترافية
من نزالاته:
- انتصر على مات فاندا (19-01-2013).
- خسر أمام جيرمين تايلور (20-04-2012).
- انتصر على جوناثان ريد بالضربة الفنية القاضية (09-10-2010).

## إحصائيات
خاض خلال مسيرته 32 نزالا، فاز في 27 وتعادل في 2 وخسر في 3. فاز بالضربة القاضية في 17 نزالا.

## روابط خارجية
- كاليب تروا على موقع بوكس ريك (الإنجليزية) (registration required)